# Challenge Ciclista a Mallorca
A Challenge Ciclista de Maiorca, em 2016 oficialmente Praia de Palma Challenge Ciclista a Mallorca; também chamada Volta Ciclista a Maiorca, Challenge Volta a Maiorca ou qualquer das denominações anteriores ignorando o termo "Ciclista"), é a prova ciclista que abre o calendário ciclista profissional em Espanha composta por "troféus", cujo primeiro é o primeiro domingo do mês de fevereiro, durante cinco ou quatro dias consecutivos. A diferença de outras provas com as mesmas características ou agrupamento destas não têm um nome comum para a UCI apesar de que em termos de organização sejam geridas por a mesma entidade.
Desde a criação dos Circuitos Continentais UCI em 2005 a cada troféu faz parte do UCI Europe Tour, dentro da categoria 1.1. Anteriormente foram-no de categoria 1.4 e a partir de 2002 de categoria 1.3.
Ainda que os troféus possam mudar de data, traçado e nome de um ano para outro, sempre começava pelo de Maiorca (até 2015 que esse troféu começou a ser o último) e acaba pelo de Calvià (exceto em 1996 e desde o 2012 que a de Calviá não se disputa). Além, o de Maiorca sempre tem um traçado plano de uns 110 km  (até ao de 2015 que começou a ter uma quilometragem tradicional); e em algum, e inclusive vários, dos demais troféus sempre aparecem os altos de Puig Major e Sóller como principais dificuldades montanhosas ainda que nunca com final em alto.
A cada troféu é uma competição independente (5 ou 4 ao todo), pelo que unicamente optavam à vitória na geral os ciclistas que completassem a totalidade dos troféus que compõem a Challenge, ainda que esta foi uma classificação oficiosa, que não era considerada vitória por parte da UCI, ao não ser uma "corrida" completa. Por isso a própria UCI a partir da edição do 2010 proibiu qualquer tipo de classificações oficiosas da soma de todos os troféus. Nesse aspeto também tinha classificações dos pontos, montanha e metas volantes entre outras que a partir de dita edição se deram individualmente por cada troféu. Por isso se eliminou a denominação de "Volta" no nome da corrida.
Está organizada pela Unisport Consulting.

## Nome dos troféus
Ao não ter as corridas uma denominação comum e a ordem e lugar pode mudar, na seguinte tabela se mostram as corridas por ordem nas que se disputaram com seu nome oficial a efeitos UCI de cada ano.
| Ano                                                                 | 1º troféu                          | 2º troféu                      | 3º troféu                         | 4º troféu                                        | 5º troféu                 |
| ------------------------------------------------------------------- | ---------------------------------- | ------------------------------ | --------------------------------- | ------------------------------------------------ | ------------------------- |
| 1992-1995                                                           | Troféu Maiorca                     | Troféu Manacor                 | Troféu Soller                     | Troféu Alcúdia                                   | Troféu Calvià             |
| 1996                                                                | Troféu Maiorca                     | Troféu Manacor                 | Troféu Soller                     | Troféu Alcúdia                                   | Não se disputou           |
| 1997-1998                                                           | Troféu Maiorca                     | Troféu Manacor                 | Troféu Soller                     | Troféu Alcúdia                                   | Troféu Calvià             |
| 1999                                                                | Troféu Maiorca                     | Troféu Manacor                 | Troféu Soller                     | Troféu Cala Millor-Cala Ratjada                  | Troféu Magalluf-Palmanova |
| 2000                                                                | Troféu Maiorca                     | Troféu Andratx-Port Andratx    | Troféu Soller                     | Troféu Cala Rajada                               | Troféu Magalluf-Palmanova |
| 2001                                                                | Troféu Maiorca                     | Troféu Manacor                 | Troféu Soller                     | Troféu Alcúdia                                   | Troféu Magalluf-Palmanova |
| 2002                                                                | Troféu Maiorca                     | Troféu Cala Rajada-Cala Millor | Troféu Manacor-Porto Cristo       | Troféu Alcúdia                                   | Troféu Magalluf-Palmanova |
| 2003                                                                | Troféu Maiorca                     | Troféu Cala Bona-Cala Rajada   | Troféu Alcúdia                    | Troféu Manacor-Porto Cristo                      | Troféu Calvià             |
| 2004                                                                | Troféu Maiorca                     | Troféu Alcúdia                 | Troféu Calla Minor                | Troféu Manacor                                   | Troféu Calvià             |
| 2005                                                                | Troféu Maiorca                     | Troféu Alcúdia                 | Troféu Manacor                    | Troféu Soller                                    | Troféu Calvià             |
| 2006                                                                | Troféu Maiorca                     | Troféu Alcúdia                 | Troféu Pollença                   | Troféu Soller                                    | Troféu Calvià             |
| 2007-2008                                                           | Troféu Maiorca                     | Troféu Cala Millor-Cala Bona   | Troféu Pollença                   | Troféu Soller                                    | Troféu Calvià             |
| 2009                                                                | Troféu Maiorca                     | Troféu Cala Millor-Cala Bona   | Troféu Pollença-Puerto de Alcudia | Troféu Bunyola                                   | Troféu Calvià             |
| Challenge Ciclista a Maiorca 2010-Challenge Ciclista a Maiorca 2011 | Troféu Palma de Maiorca            | Troféu Cala Millor-Cala Millor | Troféu Inca-Inca                  | Troféu Deià                                      | Troféu Magalluf-Palmanova |
| Challenge Ciclista a Maiorca 2012                                   | Troféu Palma                       | Troféu Migjorn                 | Troféu Deià                       | Troféu Serra de Tramuntana (Suspenso por a neve) | Não se disputou           |
| Challenge Ciclista a Maiorca 2013                                   | Troféu Palma                       | Troféu Migjorn                 | Troféu Deià                       | Troféu Platja de Muro                            | Não se disputou           |
| Challenge Ciclista a Maiorca 2014                                   | Troféu Palma                       | Troféu Ses Salines             | Troféu Serra de Tramuntana        | Troféu Platja de Muro                            | Não se disputou           |
| Challenge Ciclista a Maiorca 2015                                   | Troféu Ses Salines-Campos          | Troféu Serra de Tramuntana     | Troféu Alcudia-Platja de Muro     | Troféu Palma                                     | Não se disputou           |
| Challenge Ciclista a Maiorca 2016                                   | Troféu Campos-Santanyi-Ses Salines | Troféu Pollença-Andratx        | Troféu Serra de Tramuntana        | Troféu Palma                                     | Não se disputou           |

## Palmarés

### Palmarés dos troféus

#### Troféu Maiorca/Troféu Palma de Maiorca/Troféu Palma
| Ano                                                      | Vencedor          | Segundo                   | Terceiro                      |
| -------------------------------------------------------- | ----------------- | ------------------------- | ----------------------------- |
| Troféu Maiorca                                           |                   |                           |                               |
| 1992                                                     | Kenneth Weltz     | Alfonso Gutiérrez         | Juan Carlos González Salvador |
| 1993                                                     | Asiat Saitov      | Laurent Jalabert          | Tom Cordes                    |
| 1994                                                     | Joan Llaneras     | David García Dapena       | Iñaki Gastón                  |
| 1995                                                     | Adriano Baffi     | Samuele Schiavina         | Laurent Jalabert              |
| 1996                                                     | Jeroen Blijlevens | Ángel Edo                 | Jeremy Hunt                   |
| 1997                                                     | Erik Zabel        | Laurent Jalabert          | Michael Van der Wolf          |
| 1998                                                     | Erik Zabel        | Robbie McEwen             | Jeremy Hunt                   |
| 1999                                                     | Jeremy Hunt       | Tom Steels                | Mario Cipollini               |
| 2000                                                     | Óscar Freire      | Erik Zabel                | Paolo Bettini                 |
| 2001                                                     | Erik Zabel        | Sven Teutenberg           | Tom Steels                    |
| 2002                                                     | Isaac Gálvez      | Erik Zabel                | Thorsten Wilhelms             |
| 2003                                                     | Isaac Gálvez      | Allan Davis               | Alejandro Valverde            |
| 2004                                                     | Allan Davis       | Óscar Freire              | Erik Zabel                    |
| 2005                                                     | Óscar Freire      | Isaac Gálvez              | Vicente Reynés                |
| 2006                                                     | Isaac Gálvez      | Martin Elmiger            | Heinrich Haussler             |
| 2007                                                     | Óscar Freire      | José Joaquín Rojas        | Guennadi Mikhailov            |
| 2008                                                     | Philippe Gilbert  | Graeme Brown              | Robert Förster                |
| 2009                                                     | Gert Steegmans    | Robbie McEwen             | José Joaquín Rojas            |
| Troféu Palma de Maiorca                                  |                   |                           |                               |
| Challenge Ciclista a Maiorca 2010                        | Robbie McEwen     | Koldo Fernández de Larrea | Óscar Freire                  |
| Challenge Ciclista a Maiorca 2011                        | Tyler Farrar      | Francisco José Ventoso    | Marcel Kittel                 |
| Troféu Palma                                             |                   |                           |                               |
| Challenge Vuelta a Maiorca 2012                          | Andrew Fenn       | André Schulze             | Alexander Porsev              |
| Challenge Ciclista a Maiorca 2013                        | Kenny Dehaes      | Tyler Farrar              | Ben Swift                     |
| Challenge Ciclista a Maiorca 2014                        | Sacha Modolo      | Jens Debusschere          | Dylan Groenewegen             |
| Troféu Playa de Palma-Palma (oficialmente: Troféu Palma) |                   |                           |                               |
| Challenge Ciclista a Maiorca 2015                        | Matteo Pelucchi   | Ben Swift                 | André Greipel                 |
| Challenge Ciclista a Maiorca 2016                        | André Greipel     | Nacer Bouhanni            | Dylan Page                    |
| 2017                                                     | Daniel McLay      | Matteo Pelucchi           | Nacer Bouhanni                |
| 2018                                                     | John Degenkolb    | Erik Baška                | Coen Vermeltfoort             |

#### Troféu Manacor
| Ano                         | Vencedor           | Segundo                        | Terceiro               |
| --------------------------- | ------------------ | ------------------------------ | ---------------------- |
| Troféu Manacor              |                    |                                |                        |
| 1992                        | Alfonso Gutiérrez  | Juan Carlos González Salvador  | Vadim Chabalkine       |
| 1993                        | Laurent Jalabert   | Asiat Saitov                   | Manuel Fernández Ginés |
| 1994                        | José Ramón Uriarte | Mariano Rojas                  | David García Dapena    |
| 1995                        | Samuele Schiavina  | Laurent Jalabert               | Adriano Baffi          |
| 1996                        | Federico Colonna   | Jeremy Hunt                    | Rolf Aldag             |
| 1997                        | Hendrik Van Dyck   | Erik Zabel                     | Tom Steels             |
| 1998                        | Elio Aggiano       | Miguel Ángel Martín Perdiguero | Leon Van Bon           |
| 1999                        | Mario Cipollini    | Steven de Jongh                | Erik Zabel             |
| 2000                        | Não se disputou    | Não se disputou                | Não se disputou        |
| 2001                        | Mathew Hayman      | Erik Zabel                     | Robbie McEwen          |
| Troféu Manacor-Porto Cristo |                    |                                |                        |
| 2002                        | Igor Flores        | Paolo Bettini                  | Francisco Cabello      |
| 2003                        | Allan Davis        | Erik Zabel                     | Gerben Löwik           |
| Troféu Manacor              |                    |                                |                        |
| 2004                        | Alejandro Valverde | David Blanco                   | Rubén Plaza            |
| 2005                        | Alejandro Valverde | Ronald Mutsaars                | Steven de Jongh        |

#### Troféu Alcúdia/Troféu Andratx/Troféu Alcúdia-Can Picafort-Praia do Muro
| Ano                                                                               | Vencedor             | Segundo                       | Terceiro                       |
| --------------------------------------------------------------------------------- | -------------------- | ----------------------------- | ------------------------------ |
| Troféu Alcudia                                                                    |                      |                               |                                |
| 1992                                                                              | Alfonso Gutiérrez    | Juan Carlos González Salvador | Manuel Jorge Domínguez         |
| 1993                                                                              | Alfonso Gutiérrez    | Asiat Saitov                  | Ángel Edo                      |
| 1994                                                                              | Asier Guenetxea      | Alfonso Gutiérrez             | Ángel Edo                      |
| 1995                                                                              | Jeroen Blijlevens    | Ángel Edo                     | Adriano Baffi                  |
| 1996                                                                              | Godert de Leeuw      | Rolf Aldag                    | Federico Colonna               |
| 1997                                                                              | Peter Van Petegem    | Erik Zabel                    | Erik Dekker                    |
| 1998                                                                              | Jeremy Hunt          | Robbie McEwen                 | Miguel Ángel Martín Perdiguero |
| 1999                                                                              | Claus Michael Møller | Francisco Cabello             | Erik Dekker                    |
| Troféu Andratx-Port Andratx                                                       |                      |                               |                                |
| 2000                                                                              | Francisco Cabello    | Pedro Horrillo                | Erik Zabel                     |
| Troféu Alcudia                                                                    |                      |                               |                                |
| 2001                                                                              | Michael Boogerd      | Fabian Jeker                  | Félix García Casas             |
| 2002                                                                              | Óscar Freire         | Isaac Gálvez                  | Erik Zabel                     |
| 2003                                                                              | Isaac Gálvez         | Fabrizio Guidi                | Erik Zabel                     |
| 2004                                                                              | Allan Davis          | Erik Zabel                    | Danilo Hondo                   |
| 2005                                                                              | Óscar Freire         | Isaac Gálvez                  | Dimitri De Fauw                |
| 2006                                                                              | Isaac Gálvez         | Robert Förster                | Paolo Bettini                  |
| 2007                                                                              | Vicente Reynés       | José Joaquín Rojas            | Tomas Vaitkus                  |
| 2008-2012                                                                         | Não se disputou      | Não se disputou               | Não se disputou                |
| Troféu Alcúdia-Can Picafort-Praia do Muro (oficialmente: Troféu Platja de Muro)   |                      |                               |                                |
| Challenge Ciclista a Maiorca 2013                                                 | Leigh Howard         | Maarten Wynants               | Davide Cimolai                 |
| Challenge Ciclista a Maiorca 2014                                                 | Gianni Meersman      | Fran Ventoso                  | Ben Swift                      |
| Troféu Andratx–Mirador d’Es Colomer (oficialmente: Troféu Alcudia-Platja de Muro) |                      |                               |                                |
| Challenge Ciclista a Maiorca 2015                                                 | Steve Cummings       | Alejandro Valverde            | Davide Formolo                 |
| 2016                                                                              | Não se disputou      | Não se disputou               | Não se disputou                |
| 2017                                                                              | Tim Wellens          | Alejandro Valverde            | Tiesj Benoot                   |
| Troféu Lloseta-Andratx (oficialmente: Troféu Lloseta-Andratx)                     |                      |                               |                                |
| Troféu Lloseta-Andratx 2018                                                       | Toms Skujiņš         | Gregor Mühlberger             | Elmar Reinders                 |

#### Troféu Soller
| Ano       | Vencedor                      | Segundo             | Terceiro               |
| --------- | ----------------------------- | ------------------- | ---------------------- |
| 1992      | Juan Carlos González Salvador | Antonio Esparza     | Erik Dekker            |
| 1993      | Laurent Jalabert              | Asiat Saitov        | Ángel Edo              |
| 1994      | Ángel Edo                     | Alfonso Gutiérrez   | Herminio Díaz Zabala   |
| 1995      | Laurent Jalabert              | Adriano Baffi       | Asiat Saitov           |
| 1996      | Francisco Cabello             | Laurent Jalabert    | Ignacio García Camacho |
| 1997      | Laurent Jalabert              | Francisco Benítez   | Alex Zülle             |
| 1998      | Tom Steels                    | Leon Van Bon        | Andreas Klier          |
| 1999      | Mario Cipollini               | Robbie McEwen       | Tom Steels             |
| 2000      | Paolo Bettini                 | Erik Zabel          | Giuseppe Di Grande     |
| 2001-2002 | Não se disputou               | Não se disputou     | Não se disputou        |
| 2003      | Alexandre Usov                | Isaac Gálvez        | Erik Zabel             |
| 2004      | Não se disputou               | Não se disputou     | Não se disputou        |
| 2005      | Alejandro Valverde            | Ricardo Serrano     | Aitor Pérez Arrieta    |
| 2006      | Paolo Bettini                 | Antonio Colom       | David Bernabéu         |
| 2007      | Antonio Colom                 | Luis León Sánchez   | Alberto Contador       |
| 2008      | Philippe Gilbert              | Sebastian Langeveld | Maarten Wynants        |

#### Troféu Calvià/Troféu Magalluf-Palmanova
| Ano                               | Vencedor          | Segundo                   | Terceiro               |
| --------------------------------- | ----------------- | ------------------------- | ---------------------- |
| Troféu Calvià                     |                   |                           |                        |
| 1992                              | Neil Stephens     | Carlos Manuel Hernández   | Fabrice Philipot       |
| 1993                              | Federico Etxabe   | Pedro Delgado             | Laurent Jalabert       |
| 1994                              | Alfonso Gutiérrez | Laurent Jalabert          | Oleg Chujda            |
| 1995                              | Beat Zberg        | Alex Zülle                | Ángel Edo              |
| 1996                              | Não se disputou   | Não se disputou           | Não se disputou        |
| 1997                              | Tom Steels        | Erik Zabel                | Erik Dekker            |
| 1998                              | Tom Steels        | Leon Van Bon              | Peter Van Petegem      |
| Troféu Magalluf-Palmanova         |                   |                           |                        |
| 1999                              | Francisco Cabello | Erik Dekker               | Pietro Caucchioli      |
| 2000                              | Elio Aggiano      | Giuseppe Palumbo          | Javier Otxoa           |
| 2001                              | Robbie McEwen     | Erik Zabel                | Sven Teutenberg        |
| 2002                              | Erik Dekker       | Matthé Pronk              | David Muñoz            |
| Troféu Calvià                     |                   |                           |                        |
| 2003                              | Remmert Wielinga  | Gorka González            | Juan Antonio Flecha    |
| 2004                              | Unai Etxebarria   | Bram de Groot             | Óscar Freire           |
| 2005                              | Antonio Colom     | José Antonio Pecharroman  | David de la Fuente     |
| 2006                              | David Kopp        | Lorenzo Bernucci          | Iñaki Isasi            |
| 2007                              | Unai Etxebarria   | Francisco Ventoso         | Murilo Fischer         |
| 2008                              | Gert Steegmans    | Tomas Vaitkus             | Alejandro Valverde     |
| 2009                              | Gerald Ciolek     | Edvald Boasson Hagen      | Marcel Sieberg         |
| Troféu Magalluf-Palmanova         |                   |                           |                        |
| Challenge Ciclista a Maiorca 2010 | André Greipel     | Koldo Fernández de Larrea | Manuel Antonio Cardoso |
| Challenge Ciclista a Maiorca 2011 | Murilo Fischer    | Óscar Freire              | José Joaquín Rojas     |

#### Troféu Cala Millor/Troféu Cala Rajada/Troféu Cala Bona
| Ano                               | Vencedor           | Segundo            | Terceiro               |
| --------------------------------- | ------------------ | ------------------ | ---------------------- |
| Troféu Cala Millor-Cala Ratjada   |                    |                    |                        |
| 1999                              | Mario Cipollini    | Robbie McEwen      | Tom Steels             |
| Troféu Cala Rajada                |                    |                    |                        |
| 2000                              | Paolo Bettini      | Erik Zabel         | Giuseppe Di Grande     |
| 2001                              | Erik Zabel         | Sven Teutenberg    | Robbie McEwen          |
| Troféu Cala Rajada-Cala Millor    |                    |                    |                        |
| 2002                              | Óscar Freire       | Tom Steels         | Erik Zabel             |
| Troféu Cala Bona-Cala Rajada      |                    |                    |                        |
| 2003                              | Alexandre Usov     | Isaac Gálvez       | Erik Zabel             |
| Troféu Cala Millor                |                    |                    |                        |
| 2004                              | Alejandro Valverde | David Blanco       | Rubén Plaza            |
| 2005-2006                         | Não se disputou    | Não se disputou    | Não se disputou        |
| Troféu Cala Millor-Cala Bona      |                    |                    |                        |
| 2007                              | Vicente Reynés     | José Joaquín Rojas | Tomas Vaitkus          |
| 2008                              | Graeme Brown       | Denis Flahaut      | Gert Steegmans         |
| 2009                              | Robbie McEwen      | Graeme Brown       | Guillaume Blot         |
| Troféu Cala Millor-Cala Millor    |                    |                    |                        |
| Challenge Ciclista a Maiorca 2010 | Óscar Freire       | André Greipel      | Manuel Antonio Cardoso |
| Challenge Ciclista a Maiorca 2011 | Tyler Farrar       | John Degenkolb     | Leigh Howard           |

#### Troféu Pollença
| Ano                                                                     | Vencedor           | Segundo                 | Terceiro                       |
| ----------------------------------------------------------------------- | ------------------ | ----------------------- | ------------------------------ |
| Troféu Pollença                                                         |                    |                         |                                |
| 2006                                                                    | David Bernabéu     | Julián Sánchez Pimienta | Paolo Bettini                  |
| 2007                                                                    | Thomas Dekker      | Vladimir Gusev          | Alberto Fernández de la Puebla |
| 2008                                                                    | José Joaquín Rojas | Giovanni Visconti       | Philippe Gilbert               |
| Troféu Pollença-Puerto de Alcudia                                       |                    |                         |                                |
| 2009                                                                    | Daniele Bennati    | Tom Leezer              | Jérôme Pineau                  |
| 2010-2015                                                               | Não se disputou    |                         |                                |
| Troféu Pollença-Andratx (oficialmente: Troféu Pollença-Port de Andratx) |                    |                         |                                |
| Challenge Ciclista a Maiorca 2016                                       | Gianluca Brambilla | Michał Kwiatkowski      | Zdeněk Štybar                  |

#### Troféu Bunyola
| Ano  | Vencedor      | Segundo              | Terceiro      |
| ---- | ------------- | -------------------- | ------------- |
| 2009 | Antonio Colom | Edvald Boasson Hagen | Jérôme Pineau |

#### Troféu Inca-Inca
| Ano                               | Vencedor        | Segundo       | Terceiro             |
| --------------------------------- | --------------- | ------------- | -------------------- |
| Challenge Ciclista a Maiorca 2010 | Linus Gerdemann | Rafael Valls  | Manuel Vázquez Hueso |
| Challenge Ciclista a Maiorca 2011 | Ben Hermans     | Arkaitz Durán | Xavier Tondo         |

#### Troféu Deià
| Ano                                 | Vencedor             | Segundo        | Terceiro            |
| ----------------------------------- | -------------------- | -------------- | ------------------- |
| Challenge Ciclista a Maiorca 2010   | Rui Alberto Costa    | Joan Horrach   | José Iván Gutiérrez |
| Challenge Ciclista a Maiorca 2011   | José Joaquín Rojas   | Gorka Izagirre | Juan José Cobo      |
| Challenge Ciclista a Mallorca" 2012 | Lars Petter Nordhaug | Rui Costa      | Sergio Henao        |

#### Troféu Migjorn/Troféu Campos-Santanyí-Ses Salines
| Ano | Vencedor        | Segundo             | Terceiro             |
| --- | --------------- | ------------------- | -------------------- |
| Troféu Migjorn                                                                                          |                 |                     |                      |
| Challenge Ciclista a Maiorca 2012                                                                       | Andrew Fenn     | Alexander Porsev    | Matteo Pelucchi      |
| Troféu Campos-Santanyí-Ses Salines (oficialmente: Troféu Migjorn)                                       |                 |                     |                      |
| Challenge Ciclista a Maiorca 2013                                                                       | Leigh Howard    | Tyler Farrar        | José Joaquín Rojas   |
| Challenge Ciclista a Maiorca 2015                                                                       | Matteo Pelucchi | Elia Viviani        | José Joaquín Rojas   |
| Troféu Felanitx-Ses Salines-Campos-Porreres (oficialmente: Troféu Felanitx-Ses Salines-Campos-Porreres) |                 |                     |                      |
| Challenge Ciclista a Maiorca 2016                                                                       | André Greipel   | Sam Bennett         | Edvald Boasson Hagen |
| Troféu Porreres-Felanitx-Ses Salines-Campos 2017                                                        | André Greipel   | Jonas Van Genechten | Daniel McLay         |
| Troféu Campos-Porreres-Felanitx-Ses Salines (oficialmente: Troféu Campos-Porreres-Felanitx-Ses Salines) |                 |                     |                      |
| Troféu Porreres-Felanitx-Ses Salines-Campos 2018                                                        | John Degenkolb  | Sondre Enger        | Jasper De Buyst      |

#### Troféu Serra de Tramuntana
| Ano                                                                                 | Vencedor                      | Segundo                       | Terceiro                      |
| ----------------------------------------------------------------------------------- | ----------------------------- | ----------------------------- | ----------------------------- |
| Troféu Serra de Tramuntana                                                          |                               |                               |                               |
| Challenge Ciclista a Maiorca 2012                                                   | Suspendido por causa da neve. | Suspendido por causa da neve. | Suspendido por causa da neve. |
| Troféu Serra de Tramuntana, Deià-Lluc (oficialmente: Troféu Deià)                   |                               |                               |                               |
| Challenge Ciclista a Maiorca 2013                                                   | Alejandro Valverde            | Sergio Henao                  | Robert Gesink                 |
| Challenge Ciclista a Maiorca 2014                                                   | Michał Kwiatkowski            | Edvald Boasson Hagen          | Francesco Gavazzi             |
| Troféu Serra de Tramuntana                                                          |                               |                               |                               |
| Challenge Ciclista a Maiorca 2015                                                   | Alejandro Valverde            | Tim Wellens                   | Leopold König                 |
| Troféu Serra de Tramuntana (Soller-Deiá) (oficialmente: Troféu Serra de Tramuntana) |                               |                               |                               |
| Challenge Ciclista a Maiorca 2016                                                   | Fabian Cancellara             | Michał Kwiatkowski            | Tiesj Benoot                  |
| 2017                                                                                | Tim Wellens                   | Louis Vervaeke                | Vicente García de Mateos      |
| 2018                                                                                | Tim Wellens                   | Gianni Moscon                 | Alejandro Valverde            |

### Palmares da geral (não oficial)
| Ano  | Vencedor             | Segundo                | Terceiro                |
| ---- | -------------------- | ---------------------- | ----------------------- |
| 1992 | Javier Murguialday   | Federico García        | Fabrice Philipot        |
| 1993 | Laurent Jalabert     | Neil Stephens          | Federico Echave         |
| 1994 | David García Markina | Joan Llaneras          | Ángel Casero            |
| 1995 | Alex Zülle           | Adriano Baffi          | Ángel Edo               |
| 1996 | Francisco Cabello    | Ignacio García Camacho | Íñigo Cuesta            |
| 1997 | Laurent Jalabert     | Francisco Benítez      | Unai Osa                |
| 1998 | Leon Van Bon         | Tom Steels             | Wilfried Peeters        |
| 1999 | José Luis Rebollo    | Francisco Cabello      | Claus Michael Møller    |
| 2000 | Francisco Cabello    | Pedro Horrillo         | Erik Zabel              |
| 2001 | Mathew Hayman        | Francisco Cabello      | Félix García Casas      |
| 2002 | Francisco Cabello    | José Ivan Gutiérrez    | José Luis Rebollo       |
| 2003 | Alejandro Valverde   | Joaquim Rodríguez      | Francisco Cabello       |
| 2004 | Antonio Colom        | Carlos García Quesada  | David Blanco            |
| 2005 | Alejandro Valverde   | David Muñoz            | Aitor Pérez Arrieta     |
| 2006 | David Bernabéu       | Antonio Colom          | Julián Sánchez Pimienta |
| 2007 | Luis León Sánchez    | Vladimir Gusev         | Ezequiel Mosquera       |
| 2008 | Philippe Gilbert     | Aitor Pérez Arrieta    | Haimar Zubeldia         |
| 2009 | Antonio Colom        | Jérôme Pineau          | Edvald Boasson Hagen    |

## Palmarés por países

### Palmarés dos troféus por países
| País           | Vitórias |
| -------------- | -------- |
| Espanha        | 7        |
| Alemanha       | 5        |
| Itália         | 3        |
| Países Baixos  | 2        |
| Bélgica        | 2        |
| Austrália      | 2        |
| Reino Unido    | 2        |
| Áustria        | 1        |
| Rússia         | 1        |
| Estados Unidos | 1        |

| País      | Vitórias |
| --------- | -------- |
| Espanha   | 5        |
| Itália    | 4        |
| Austrália | 2        |
| França    | 1        |
| Bélgica   | 1        |

| País          | Vitórias |
| ------------- | -------- |
| Espanha       | 8        |
| Países Baixos | 3        |
| Bélgica       | 3        |
| Reino Unido   | 1        |
| Dinamarca     | 1        |
| Austrália     | 1        |
| Letônia       | 1        |

| País         | Vitórias |
| ------------ | -------- |
| Espanha      | 5        |
| França       | 3        |
| Itália       | 3        |
| Bélgica      | 2        |
| Bielorrússia | 1        |

| País          | Vitórias |
| ------------- | -------- |
| Espanha       | 4        |
| Alemanha      | 4        |
| Bélgica       | 2        |
| Austrália     | 2        |
| Países Baixos | 2        |
| Venezuela     | 2        |
| Suíça         | 1        |
| Itália        | 1        |
| Brasil        | 1        |

| País           | Vitórias |
| -------------- | -------- |
| Espanha        | 4        |
| Itália         | 2        |
| Austrália      | 2        |
| Bélgica        | 1        |
| Estados Unidos | 1        |

| País          | Vitórias |
| ------------- | -------- |
| Espanha       | 2        |
| Itália        | 2        |
| Países Baixos | 1        |

| País    | Vitórias |
| ------- | -------- |
| Espanha | 1        |

| País     | Victorias |
| -------- | --------- |
| Alemanha | 1         |
| Bélgica  | 1         |

| País     | Vitórias |
| -------- | -------- |
| Portugal | 1        |
| Espanha  | 1        |
| Noruega  | 1        |

| País        | Victorias |
| ----------- | --------- |
| Alemanha    | 3         |
| Reino Unido | 1         |
| Austrália   | 1         |
| Itália      | 1         |

#### Troféu Serra de Tramuntana
| País    | Vitórias |
| ------- | -------- |
| Espanha | 2        |
| Bélgica | 2        |
| Polónia | 1        |
| Suíça   | 1        |

### Palmarés por países da geral (não oficial)
| País      | Vitórias |
| --------- | -------- |
| Espanha   | 10       |
| Bélgica   | 3        |
| França    | 2        |
| Alemanha  | 1        |
| Austrália | 1        |
| Suíça     | 1        |

## Estatísticas
| Corredor           | Vitórias |
| ------------------ | -------- |
| Óscar Freire       | 7        |
| Isaac Gálvez       | 5        |
| Alejandro Valverde | 5        |
| Alfonso Gutiérrez  | 4        |
| Laurent Jalabert   | 4        |
| Erik Zabel         | 4        |
| Allan Davis        | 4        |
| André Greipel      | 4        |
| Tom Steels         | 3        |
| Mario Cipollini    | 3        |
| Francisco Cabello  | 3        |
| Paolo Bettini      | 3        |
| Antonio Colom      | 3        |
| Robbie McEwen      | 3        |
| Tim Wellens        | 3        |

| País           | Vitórias |
| -------------- | -------- |
| Espanha        | 39       |
| Itália         | 16       |
| Bélgica        | 14       |
| Alemanha       | 13       |
| Austrália      | 10       |
| Países Baixos  | 8        |
| França         | 4        |
| Reino Unido    | 4        |
| Venezuela      | 2        |
| Estados Unidos | 2        |
| Suíça          | 2        |
| Áustria        | 1        |
| Rússia         | 1        |
| Dinamarca      | 1        |
| Bielorrússia   | 1        |
| Portugal       | 1        |
| Brasil         | 1        |
| Noruega        | 1        |
| Polónia        | 1        |
| Letônia        | 1        |

| Corredor           | Vitórias |
| ------------------ | -------- |
| Francisco Cabello  | 4        |
| Alejandro Valverde | 3        |
| Antonio Colom      | 2        |